# 루이스 울라시아
루이스 울라시아 알바레스(스페인어: Luis Ulacia Álvarez, 1963년 9월 24일~)는 쿠바의 야구 선수이다. 카마궤이 지역 야구단에서 선수 생활을 시작했으며 1990년대 쿠바 야구 국가대표팀의 일원으로 활약했다. 또한 쿠바 국가대표 선수로서 국제 대회에서 다수의 메달을 획득했는데 올림픽에서는 1992년과 1996년 하계 올림픽 금메달, 1996년 하계 올림픽 은메달을 획득했다.
은퇴 후에는 카마궤이에서 야구 지도자로 활동하고 있다.